# Justicia croceochlamys
Justicia croceochlamys är en akantusväxtart som beskrevs av Emery Clarence Leonard. Justicia croceochlamys ingår i släktet Justicia och familjen akantusväxter. Inga underarter finns listade i Catalogue of Life.